# گومون بریتیش

لوگو شرکت در دهه ۱۹۱۰ و ۱۹۲۰

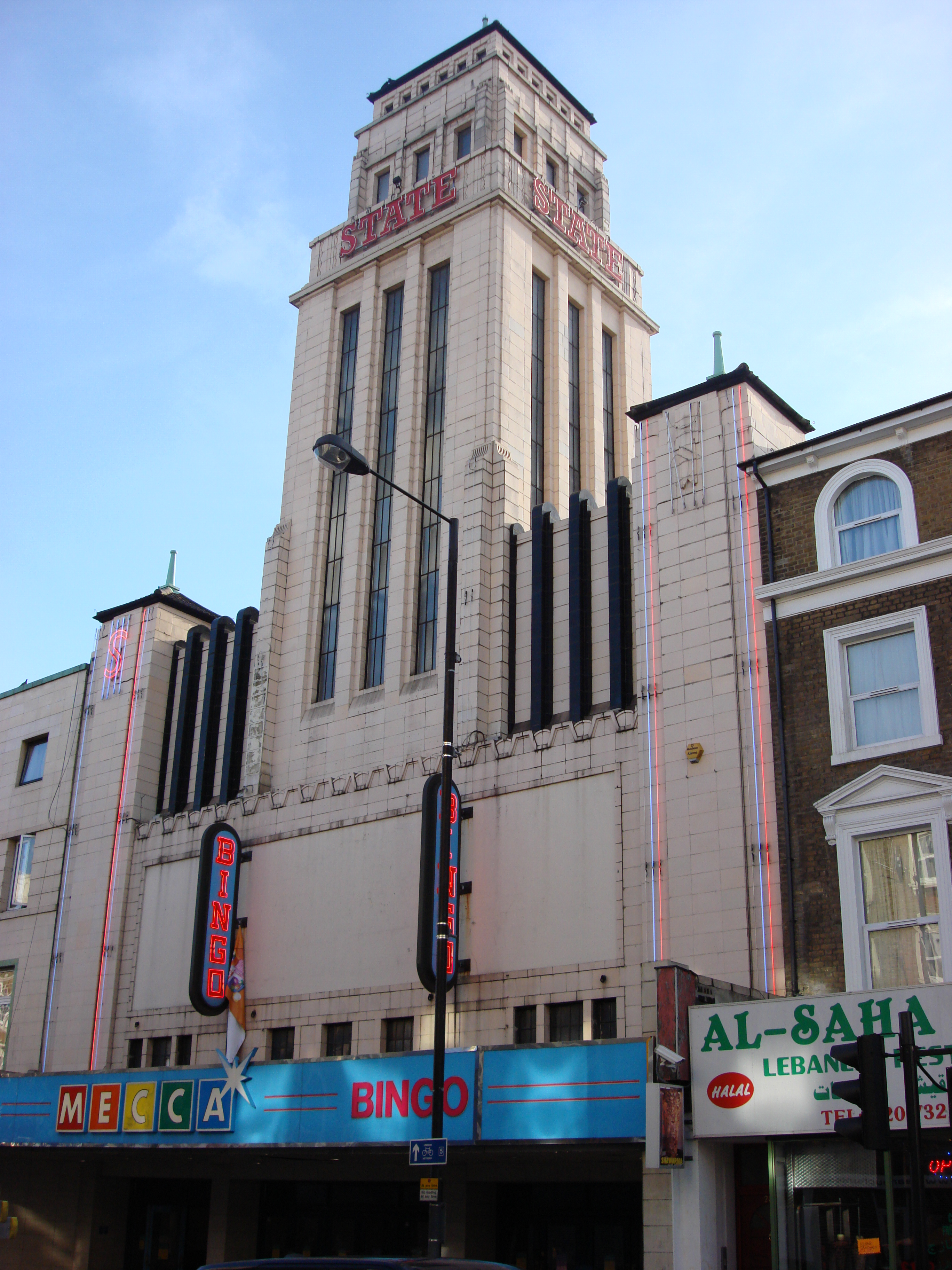
سینما گومون استیت سابق در کیلبرن، لندن، تأسیس در ۱۹۳۷

گومون بریتیش (انگلیسی: Gaumont British) یک شرکت تولید و پخش فیلم سینمایی در کشور بریتانیا است.
این شرکت که زیرمجموعه شرکت گومون فرانسه محسوب می‌شده در سال ۱۸۹۸ میلادی تأسیس شده اما در سال ۱۹۲۲ به صورت مستقل به فعالیت ادامه داده و سپس در سال ۱۹۲۷ با شرکت فیلم‌سازی آیدیال ادغام شده است.

## فیلم‌شناسی
- ۳۹ پله
- خانم ناپدید می‌شود
- مرد آران
- مردی که زیاد می‌دانست
- اولین مردان در ماه
- خیانت ملی
- همیشه‌سبز
- تونل
- پیروزی
- پایان خوش
- هفت گناهکار
- نبرد
- معادن شاه سلیمان
- جمعه سیزدهم
- نبرد
- سگ باسکرویل
- تروبرد
- دیکتاتور
- پزشک